# Esta É a Nossa Pátria Bem Amada
Esta É a Nossa Pátria Bem Amada é o hino nacional da Guiné-Bissau. Foi escrito em 1963 por Amílcar Lopes Cabral enquanto lutava pela independência da Guiné-Bissau e de Cabo Verde. Quando visitou a China, Cabral escutou uma música criada pelo compositor local Xiao He e logo o chamou para compor a melodia do futuro hino, que foi adotado durante a declaração de independência do país, em 24 de setembro de 1974. Cabo Verde também utilizou a obra como hino nacional entre 1975 e 1996, quando substituiu pelo atual hino "Cântico da Liberdade".